# کورین (یوتا)
کورین (به انگلیسی: Corinne) شهری در ایالت یوتا کشور ایالات متحده آمریکا است که جمعیت آن در سرشماری سال ۲۰۱۰ میلادی، ۶۸۵ نفر بوده‌است.